# Contea di Logan (Kentucky)
La contea di Logan (in inglese Logan County) è una contea dello Stato del Kentucky, negli Stati Uniti. La popolazione al censimento del 2000 era di 26 573 abitanti. Il capoluogo di contea è Russellville